# Hino
Automòbils Hino (日野自動車株式会社, Hino Jidōsha) popularment conegut com a Hino, és un fabricant d'automòbils (especialment comercials) japonès amb seu a la ciutat de Hino, Tòquio. És l'empresa líder en construcció de camions lleugers i pesats diesel en Àsia.
Des de 1967, és una empresa subsidiària de Toyota.